# ハミヌ・ドラマニ
ハミヌ・ドラマニ（Haminu Dramani, 1986年4月1日 - ）は、ガーナ出身のサッカー選手。ポジションはミッドフィールダー。

## 経歴
本来は中盤の選手だが、ウイングからサイドバックまで右サイドであればどこでもプレーできるユーティリティープレイヤーでもある。
アフリカネイションズカップ2006や2006 FIFAワールドカップアメリカ戦などサリー・ムンタリ不在の場面で活躍するガーナ代表ミッドフィールダー。攻撃においても守備においてもムンタリには劣るものの合格点の動きを見せ、アメリカ戦では得点も挙げた。
クラブではセルビア（在籍時はセルビア・モンテネグロ）のレッドスター・ベオグラードからトルコのゲンチレルビルリイ、ロシアのFCロコモティフ・モスクワ等と転々としている。

## 所属クラブ
- ハート・オブ・ライオンズ 2003-2005
- レッドスター・ベオグラード 2005-2006
- ゲンチレルビルリイ 2006-2007
- FCロコモティフ・モスクワ 2007-2011

→ FCクバン・クラスノダール 2009
- ACアルル・アヴィニョン 2011-2013
- ジル・ヴィセンテFC 2013-2014
- アサンテ・コトコSC 2014
- シャーロット・インディペンデンス 2015
- FCインフォネット 2016

## 代表歴

### 出場大会
- ガーナ代表
  - 2006 FIFAワールドカップ

### 試合数
- 国際Aマッチ 43試合 4得点（2005年-2010年）[2]

| ガーナ代表 | 国際Aマッチ | 国際Aマッチ |
| 年         | 出場        | 得点        |
| ---------- | ----------- | ----------- |
| 2005       | 1           | 0           |
| 2006       | 12          | 2           |
| 2007       | 4           | 0           |
| 2008       | 14          | 1           |
| 2009       | 7           | 1           |
| 2010       | 5           | 0           |
| 通算       | 43          | 4           |